# Mihoen

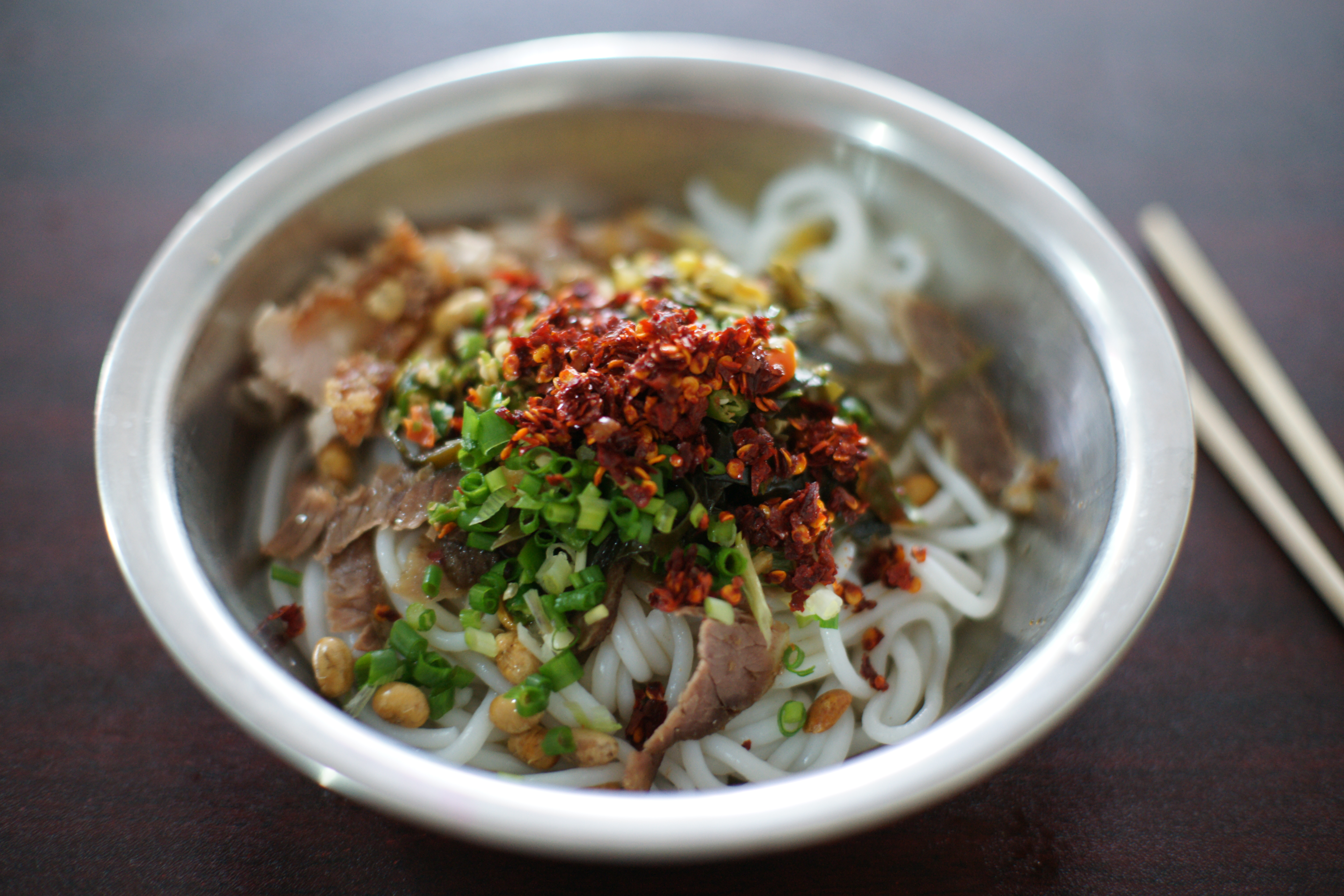
Guilin mihoen

Mihoen is een dunne, Chinese noedel, gemaakt van rijstbloem. Hij is ook bekend onder de naam bihoen (mihoen en bihoen zijn beide benamingen uit het Minnanyu) of rijstvermicelli. In Thailand staat deze noedel bekend als sen mie, in Vietnam als bún, in de Filipijnen als bihon, in Maleisië en Singapore als bee hoon en in Indonesië als bihun of mihun. Kantoneestaligen kennen het als mai fan en Mandarijntaligen als mi fen.
Veelal wordt mihoen verward met glasmie. Het is hiervan echter eenvoudig te onderscheiden, omdat glasmie doorzichtiger is dan mihoen, dat praktisch ondoorzichtig is, en omdat glasmie van bonen gemaakt is. Mihoen is gemakkelijk te onderscheiden van een andere populaire noedelsoort bami, dat van tarwemeel gemaakt wordt, omdat bami geel van kleur is en ook veel dikker is. Bij de bereiding wordt echter veelal gebruikgemaakt van soortgelijke ingrediënten, zoals groenten, vlees, eieren en bouillon.
Bekende gerechten met mihoen zijn onder andere mee siam, licht gebakken mihoen in een saus van taotjo (gefermenteerde sojabonen) en tamarinde, uit Singapore, en bee hoon goreng, gebakken mihoen met onder andere groenten, ui, ei en vaak kip, uit Maleisië. Mihoen wordt ook veel verwerkt in soepen en salades, en het wordt vaak gebruikt als ingrediënt in loempia's.
Aangezien mihoen gemaakt wordt van rijstmeel is het in principe glutenvrij.